# Saturday Night's Main Event
Saturday Night's Main Event is  een professioneel worsteltelevisieprogramma, dat geproduceerd word door de WWE. Het werd oorspronkelijk uitgezonden van 1985 tot en met 1992 op NBC en verving Saturday Night Live.
Wanneer het Raw-show van de WWE terugkeerde naar de USA Network, in 2005, keerde dit programma in 2006 terug en bleef uitzenden tot in 2008. Het programma werd gekenmerkt door worstelaars van de Raw-, SmackDown- en ECW-merk.
In 2024 werd bekendgemaakt dat dit programma weer terug zou keren, vanaf 14 december 2024.
All American Wrestling (1983-1994) · 
All-Star Wrestling (1974-1986) · 
Championship Wrestling (1978-1986) · 
Confidential (2002-2004) · 
ECW on Sci Fi/Syfy (2006-2010) · 
Excess (2001-2002) · 
Friday Night's Main Event 1997 · 
Heat (1998-2008) · 
Jakked/Metal (1999-2002) · 
LiveWire (1996-2001) · 
Mania (1993-1996) · 
Madison Square Garden Classics (2006-2009) · 
Prime Time Wrestling (1985-1993) · 
Saturday Morning Slam (2012-2013) · 
Saturday Night's Main Event (1985-1992 & 2006-2008) · 
Shotgun Saturday Night (1997-1999) · 
Sunday Night Slam (1994-1995) · 
Super Astros (1998-1999) · 
Superstars of Wrestling (1986-1996) · 
The Main Event (1988-1991) · 
Tuesday Night Titans (1984-1986) · 
Velocity (2002-2006) · 
Wrestling Challenge (1986-1996) · 
Wrestling Spotlight (1984-1995)